# Philodendron cataniapoense
Philodendron cataniapoense är en kallaväxtart som beskrevs av George Sydney Bunting. Philodendron cataniapoense ingår i släktet Philodendron och familjen kallaväxter. Inga underarter finns listade.